# Antoni Roig Civera
Antoni Roig Civera (Rafelbuñol, 17 de enero de 1844-Valencia, 1898) fue un dramaturgo español que escribió buena parte de su obra en valenciano.

## Biografía
Comenzó a trabajar en Valencia en la Societat de Crèdit València, residiendo hasta 1875 en El Grao. Allí fundó la asociación teatral La Juventud y fue socio de Lo Rat Penat. Durante su infancia debió abandonar el colegio, pero a lo largo de los años, al tiempo que desarrollaba su obra dramática, estudió el bachiller en la Universidad Literaria de Valencia como alumno libre y finalizó los estudios en la Escuela de Notariado.
Su primera obra fue una zarzuela en castellano, Los amores de un cesante, estrenada en 1871. Años después, en 1886, publicó su segunda zarzuela, Los dos esclavos. Establecido en Gandía desde 1875 donde trabajó en el registro de la propiedad, su obra la desarrolló fundamentalmente en valenciano. Destacan varios sainetes (En la plaça de bous, Els banys de les barraquetes, El cap d'Holofernes, Un jutge municipal o Tres abelles de Colmena) y el drama bilingüe en tres actos El tonto del panerot (1879), con el que obtuvo un éxito notable. Publicó dos dramas más, El tresor dels Germanells (1884), reeditado en 2004 con un estudio introductorio de Vicent Peña i Calatayud en la colección Libros de L'Aljamia, y el drama histórico ¡¡Romeu!! (1889), reeditado igualmente en la misma colección con un estudio de Óscar Pérez.